# Prosopium
Het  geslacht Prosopium vormt naast de geslachten Stenodus en Coregonus de onderfamilie van de houtingen. Dit zijn zalmachige vissen die behoren tot de orde van de Salmoniformes. Over de taxonomische status van de houtingen als onderfamilie bestaat geen consensus. Kottelat & Freyhof (2007) beschouwen de houtingen als aparte familie, gevormd door deze drie geslachten.

## Lijst van soorten
- Prosopium abyssicola - (Snyder, 1919)
- Prosopium coulterii - (Eigenmann & Eigenmann, 1892)
- Prosopium cylindraceum - (Pennant, 1784)
- Prosopium gemmifer - (Snyder, 1919)
- Prosopium spilonotus - (Snyder, 1919)
- Prosopium williamsoni - (Girard, 1856)